# Polymicrodon lignivorus
Polymicrodon lignivorus är en mångfotingart som beskrevs av Karl Wilhelm Verhoeff 1899. Polymicrodon lignivorus ingår i släktet Polymicrodon och familjen knöldubbelfotingar. Inga underarter finns listade i Catalogue of Life.